# Beleg van Kampen (1578)
Het Beleg van Kampen in 1578 was een korte belegering van de stad Kampen door George van Lalaing, beter bekend als graaf van Rennenberg. Kampen, gelegen aan de rivier de IJssel, was destijds een Hanzestad. Door de aanwezigheid van een brug over de IJssel, was de stad een belangrijke doorvoerplaats van goederen. Na beschietingen vanaf de IJssel met galeien gaf de stad zich op 20 juli over aan de Staatse troepen.

## Belegering
Op 25 juni kwam Rennenberg met zijn leger, bestaande uit Hollandse en Friese vaandels, aan bij Kampen. Direct werd de brug, sluis en poort bezet. Het eerste gebouw dat beschoten werd, was de molen. Door de afwezigheid van pioniers, die verschansingen moesten graven, hadden de soldaten weinig bescherming. Van buitenaf kwam versterking voor Van Rennenberg in de vorm van galeien die diverse kanonnen aan boord hadden. Deze werden gestuurd door de steden Hoorn, Utrecht en Enkhuizen. Door hevige beschietingen, met name vanaf de galeien, kon de stad tot overgave worden gedwongen. Op 20 juli gaf Kampen zich over aan de troepen van Van Rennenberg.

## Nasleep
Nadat Kampen veroverd was, trok Van Rennenberg met zijn leger door naar Deventer, dat hij na een drieënhalf maanden durend beleg veroverde. Hij liet één detachement in Kampen achter om de rust in de stad terug te laten keren. Kampen deed later dat jaar, samen met Deventer, het verzoek aan Van Rennenberg om het detachement uit de stad te halen, omdat deze zich te buiten gingen aan allerlei misstanden. Van Rennenberg gaf gehoor aan deze oproep en haalde het detachement weg.